# Hyperpolarisering (spin)
 Denne artikel omhandler polarisering af atomkerner. For polarisering af et membranpotentiale, se Hyperpolarisering (membran).
Hyperpolarisering er betegnelsen for en situation, hvor atomkernerne i et materiale er magnetisk polariserede i én højere grad, end hvad Boltzmann-fordelingen tillader, når de udsættes for et magnetfelt. Dette kan anvendes til MRI.